# David Lapoujade
David Lapoujade (geboren 1964 in Paris) ist ein französischer Philosoph; er ist Professor an der Universität Paris-I Panthéon-Sorbonne.
Als Spezialist für den Pragmatismus, insbesondere für das Werk von William James, orientiert sich sein Ansatz vor allem am Denken von Gilles Deleuze, dessen Schüler er war. Seine Arbeiten beschäftigen sich außerdem mit Henri Bergson, Henry James, Emerson und Étienne Souriau. Er trägt zu mehreren Zeitschriften bei, darunter Critique, Philosophie, die Revue de métaphysique et de morale, Revue philosophique, Le Magazine littéraire usw.

## Veröffentlichungen
- Monographien
  - William James. Empirisme et pragmatisme, Paris, PUF, 1997 ; neu aufgelegt bei Les Empêcheurs de penser en rond, 2007.
  - Fictions du pragmatisme. William et Henry James, Paris, Éditions de Minuit, 2008.[2]
  - Puissances du temps. Versions de Bergson, Paris, Éditions de Minuit, 2010.
  - Deleuze, les mouvements aberrants, Paris, Éditions de Minuit, 2014.
  - Les Existences moindres, Paris, Éditions de Minuit, 2017.
  - L’Altération des mondes. Version de Philip K. Dick, Paris, Éditions de Minuit, 2021.

- Herausgaben
  - Gilles Deleuze, Morceaux choisis, Paris, ADPF, 2003.
  - Gilles Deleuze, L’Île déserte et autres textes. Textes et entretiens 1953–1974, édition préparée par David Lapoujade, Paris, Éditions de Minuit, 2002.
  - Gilles Deleuze, Deux régimes de fous. Textes et entretiens 1975–1995, édition préparée par David Lapoujade, Paris, Éditions de Minuit, 2003.
  - William James, Précis de psychologie, traduit de l’anglais par Nathalie Ferron ; édition et présentation de David Lapoujade, Paris, Empêcheurs de penser en rond/Seuil, 2003.
  - William James, Philosophie de l’expérience: Un univers pluraliste, traduit de l’anglais par Stephan Galetic; préface de David Lapoujade, Paris, Empêcheurs de penser en rond/Seuil, 2007
  - Gilles Deleuze, Sur la peinture, Paris, Éditions de Minuit.[3] Dt.: Über die Malerei. Vorlesungen März-Juni 1981, Berlin, Suhrkamp, 2025.
  - Gilles Deleuze, Sur Spinoza, Paris, Éditions de Minuit[4]

- Artikel
  - « Le flux intensif de la conscience chez William James », dans Philosophie, Nr. 46, Éditions de Minuit, 1995.
  - Du champ transcendantal au nomadisme ouvrier. William James, in Gilles Deleuze, une vie philosophique, Eric Alliez (dir.), Synthélabo (collection Les empêcheurs de penser en rond), 1997
  - « Politique de la conversation chez Henry James », dans Critique, Nr. 607, 1997.
  - « William James: le pragmatisme et la libération du mouvement », dans Revue philosophique, PUF, 1997.
  - « Proies et prédateurs: Henry James et Darwin », dans L’Atelier du Roman, Paris, Les Belles-Lettres, 1998.
  - « Henry James: perspective et géométrie », in Etudes anglaises 2006/3 Vol. 59, Klincksieck, 2006
  - « Intuition et sympathie », dans Frédéric Worms (éd.), Annales bergsoniennes, t 3, Paris, PUF, 2007, S. 429–447
  - « Etienne Souriau. Une philosophie des existences moindres », in Philosophie des possessions, Didier Debaise (dir.), Dijon, Les presses du réel (collection Theoria), 2011
  - « "L’Escroc à la confiance" ou l’efficace du faux », in Herman Melville, Bartleby le scribe, Billy Budd, marin et autres romans, in Œuvres, IV, "Bibliothèque de la Pléiade", Gallimard, 2010.

- Werke in deutscher Übersetzung
  - Die minderen Existenzen. Étienne Souriaus Ästhetik des Virtuellen, Freising, tentare, 2024, ISBN 978-3-9824105-2-4.